# Episodi di Flashpoint (quinta stagione)
La quinta ed ultima stagione della serie televisiva Flashpoint, composta da 13 episodi, è stata trasmessa in prima visione sul canale canadese CTV dal 20 settembre al 13 dicembre 2012.
In Italia va in onda in prima visione su AXN dal 16 maggio all'8 agosto 2013.
| nº | Titolo originale            | Titolo italiano                 | Prima TV Canada   | Prima TV Italia |
| -- | --------------------------- | ------------------------------- | ----------------- | --------------- |
| 1  | Broken Peace                | Una famiglia spezzata           | 20 settembre 2012 | 16 maggio 2013  |
| 2  | No Kind of Life             | Non questa vita                 | 27 settembre 2012 | 23 maggio 2013  |
| 3  | Run to Me                   | Corri da me                     | 4 ottobre 2012    | 30 maggio 2013  |
| 4  | Eyes In                     | L’occhio indiscreto             | 11 ottobre 2012   | 6 giugno 2013   |
| 5  | Sons of the Father          | Padre e figlio                  | 18 ottobre 2012   | 13 giugno 2013  |
| 6  | Below the Surface           | Guerra tra gang                 | 25 ottobre 2012   | 27 giugno 2013  |
| 7  | Forget Oblivion             | Il lusso dell’oblio             | 1º novembre 2012  | 4 luglio 2013   |
| 8  | We Take Care of Our Own     | Reduci                          | 8 novembre 2012   | 11 luglio 2013  |
| 9  | Lawmen                      | Uomini di legge                 | 15 novembre 2012  | 18 luglio 2013  |
| 10 | A World of Their Own        | La propria terra                | 22 novembre 2012  | 20 giugno 2013  |
| 11 | Fit for Duty                | Idoneo al servizio              | 29 novembre 2012  | 1º agosto 2013  |
| 12 | Keep the Peace - Part 1 e 2 | Riportare la pace (1 e 2 parte) | 6 dicembre 2012   | 8 agosto 2013   |
| 13 | Keep the Peace - Part 1 e 2 | Riportare la pace (1 e 2 parte) | 13 dicembre 2012  | 11 agosto 2013  |

## Una famiglia spezzata
- Titolo originale: Broken Peace
- Diretto da: Kelly Makin
- Scritto da: Mark Ellis e Stephanie Morgenstern

### Trama
Ed tiene una lezione nella classe di Clark e Dean raccontando il suo lavoro. James ha ricevuto lo sfratto esecutivo, distrutto si mette alla ricerca della figlia e della moglie fuggite un anno prima. La Squadra Uno viene allertata quando si reca in discoteca dal fidanzato della figlia, armato di pistola, per scoprire dove abita ora. James riesce a fuggire per recarsi al Royal York Hotel, dove lavora la moglie e la prende in ostaggio. Per risolvere la situazione Greg permette a May, la figlia di James, di intervenire nella trattativa, ma la ragazza è armata e la situazione degenera costringendo Ed a eliminarla come previsto dal protocollo operativo. Rientrati in sede Raf, sconvolto dall'epilogo dell'intervento, comunica alla squadra di voler cambiare reparto.

## Non questa vita
- Titolo originale: No Kind of Life
- Diretto da: Kelly Makin
- Scritto da: Aubrey Nealon

### Trama
La Squadra Uno viene inviata in un Motel dove è stata segnalata una sparatoria. Perquisendo la stanza Spike risale a un falsario e alla vera identità dell'uomo coinvolto nella sparatoria: Brendan Rogan, un fattorino di una banda di spacciatori. Nel frattempo un uomo armato si presenta nella studio del dottor Jason Alston e lo costringe a seguirlo per curare suo figlio. Interrogando la segretaria di James, Greg scopre che il dottore ha un passato da tossico dipendente. Individuato il furgone di Brendan, Sam scende in strada per controllare il veicolo, ma viene a sua volta sequestrato. I quattro si recano a un ippodromo per permettere a James di curare il bambino ferito durante la fuga dal Motel. La SRU si mette sulle tracce di Sam, ma anche l'ex capo di Brendan è sulle sue tracce.

## Corri da me
- Titolo originale: Run to Me
- Diretto da: Stefan Pleszczynski
- Scritto da: Adam Barken

### Trama
La SRU viene allertata per una rapina alla City Central, un nuovo colpo del rapinatore del Biglietto da Visita che colpisce da mesi in città. Ma qualcosa non va come previsto e l'uomo prende la banca in ostaggio. Uditi degli spari la squadra irrompe, il rapinatore riesce a fuggire rivelandosi una donna. La Squadra Uno si metta all'inseguimento cercando di ricostruire gli eventi. Leah rientra in squadra dopo un anno passato a Haiti come volontaria per la ricostruzione dopo il terremoto.

## L'occhio indiscreto
- Titolo originale: Eyes In
- Diretto da: David Frazee
- Scritto da: Aubrey Nealon

### Trama
Un hacker si inserisce nella rete della SRU trasmettendo le immagini delle telecamere di sicurezza di una stazione di servizio per denunciare un reato. Indagando la squadra scopre che da mesi una banda ruba degli autocarri con carichi preziosi sequestrando temporaneamente il conducente per ritardare l'intervento della polizia. Mentre la squadra intercetta il tir e libera l'autista, Spike rintraccia il segnale e risale fino all'identità dell'hacker: Stewart un insegnante che innamorato segretamente di Rebecca, una ragazza a cui fa da tutor on line, vuole salvarla dal fidanzato delinquente. Leah convince Spike a confessare i suoi sentimenti a Winnie.

## Padre e figlio
- Titolo originale: Sons of the Father
- Diretto: Stefan Pleszczynski
- Scritto da: Larry Bambrick

### Trama
Tony finge un malore e sequestra Peggy Walsh, una infermiera intervenuta per aiutarlo. La squadra viene allertata dal suo fidanzato contattato telefonicamente dalla donna. La ricerca è una corsa contro il tempo, in quanto negli ultimi tre mesi sono scomparse due infermiere ed entrambe avevano telefonato a casa per avvisare che avrebbero tardato. 

Michelle Dalton vuole incontrare Ed per parlare dell'intervento in cui è rimasta uccisa sua figlia, Greg lo incoraggia ad accettare l'incontro per superare il trauma.

## Guerra tra gang
- Titolo originale: Below the Surface
- Diretto da: Brett Sullivan
- Scritto da: Daniel Godwin

### Trama
Steven Miller, il leader dei Brigadiers, una gang di bikers, muore con la moglie in un'autobomba. Luke, un membro della gang, assiste all'evento e si mette all'inseguimento del motociclista che ha fatto detonare l'ordigno. La Squadra Uno viene allertata, Jules e Spike interrogano i testimoni, mentre gli altri inseguono a loro volta l'assassino e Luke. Ma Luke si rivela essere un informatore del Detective Kate Andrews della divisione crimini organizzati e nonostante la contrarietà di Greg collabora per risolvere l'indagine mettendo in pericolo la sua stessa vita. 

Dean rimane coinvolto in una rissa al parco.

## Il lusso dell'oblio
- Titolo originale: Forget Oblivion
- Diretto da: Kelly Makin
- Scritto da: Mark Ellis e Stephanie Morgenstern

### Trama
La Squadra Uno viene allertata per un'effrazione segnalata da una vicina al 911. Giunta sul posto la SRU fa irruzione nel garage salvando Elliot Thane, il proprietario della casa, da un tentato suicidio. Nel frattempo all'Università viene segnalato un tentato rapimento dalla sicurezza del Campus. Greg e Ed si recano sul posto.
Indagando Spike scopre che Elliot e Laney Summers, la neuroscienziata vittima del tentato rapimento, si conoscono. Il ragazzo ha una memoria eccezionale ed è uno dei soggetti della ricerca di Laney. Durante il trasporto in ospedale Elliot viene rapito. Grazie alle telecamere dell'ambulanza la Squadra Uno risale all'identità del rapitore: Jay Penak, un trafficante d'armi, che vuole sfruttare la memoria di Elliot per introdursi alla A.G.S. Loeb, una società che conduce ricerche per il Dipartimento della Difesa, e sottrarre il prototipo e i progetti di un'arma con proiettili radiocomandati. 

Ed soffre ancora per la morte di May Dalton.
- Guest star: Brennan Elliott (Jay Penak)

## Reduci
- Titolo originale: We Take Care of Our Own
- Diretto da: Stefan Pleszczynski
- Scritto da: Larry Bambrick

### Trama
Il Sergente Robert Gray organizza una squadra con altri tre reduci per rapinare un furgone portavalori della Charleston Security. La Squadra Uno viene allertata dal centralinista della società quando il mezzo non rispetta il protocollo chiamando ogni quindici minuti. La SRU si mette alla ricerca di furgone ed equipaggio. 

Jules e Sam hanno la conferma di aspettare un bambino.

## Uomini di legge
- Titolo originale: Lawmen
- Diretto da: David Frazee
- Scritto da: Alex Levine e Aubery Nealon

### Trama
La squadra scorta un detenuto all'ospedale. Contemporaneamente tre uomini armati e a volto coperto fanno irruzione in un appartamento sequestrando gli occupanti e mettendolo a soqquadro alla ricerca di armi, denaro e stupefacenti. La SRU viene allertata per una sparatoria in corso. Giunta sul posto la Squadra Uno soccorre degli agenti in borghese che sostengono di essere intervenuti per risolvere la situazione, ma la loro versione non convince. 

Dean e Clark passano una giornata con la squadra per osservare il loro lavoro.

## La propria terra
- Titolo originale: A World of Their Own
- Diretto da: Stefan Pleszczynski
- Scritto da: Alex Levine

### Trama
La Squadra Uno viene allertata da una chiamata anonima per una valigetta incustodita al Brookstone Place. Ma è solo un diversivo per fare evacuare l'edificio e sequestrare il Senatore Drury. Allertata dalla moglie la SRU si mette alla ricerca. 

Dean viene ammesso alla Cornell University.

## Idoneo al servizio
- Titolo originale: Fit for Duty
- Diretto da: David Frazee
- Scritto da: Adam Barken

### Trama
Ed si reca dalla sua psicoterapeuta, per restituirle dei testi e comunicarle che non intende proseguire la terapia incominciata per superare lo shock per aver seguito il protocollo neutralizzando May Dalton. Ma la dottoressa Bell, lo convince a raccontargli la sua giornata: un uomo armato di fucile si è imbarcato sul traghetto per Centre Island con un borsone sospetto. La Squadra Uno è intervenuta fingendo un guasto tecnico per far attraccare l'imbarcazione, evacuare le persona a bordo e isolare il soggetto.
- Guest star: A. J. Buckley (Harold)

## Riportare la pace (1)
- Titolo originale: Keep the Peace - Part 1
- Diretto da: Kelly Makin
- Scritto da: Mark Ellis e Stephanie Morgenstern

### Trama
Sam e Jules si sposano e annunciano a squadra e invitati che aspettano un bambino. 

Nella sala server del pronto intervento un'addetta trova una scatola sospetta, contattata la SRU si reca sul posto. Nel frattempo una bomba esplode negli uffici del Health and Welfare National Office. Greg lancia un allarme terrorismo e allerta le squadre di intervento strategico e tutto il personale di emergenza per soccorrere feriti e civili.
Quando una seconda bomba esplode al Municipio a Toronto viene decreto lo stato di massima emergenza. La Squadra Tre, grazie al profilo psicologico tracciato da Jules, trova Anson Holt, il presunto dinamitardo all'interno del laboratorio del dipartimento di psicologia presso cui lavorava. Tuttavia, egli si scopre essere solo un'esca del vero dinamitardo che dopo aver guardato la scena da una telecamera, fa esplodere la bomba legata alla vita del professor Holt. 

Dean e Clark erano in centro al momento dell'esplosione. Dean, su indicazione di Greg, si reca al comando. Clark riesce a contattare Ed, si trovava nel garage del Municipio al momento della esplosione ed è rimasto sepolto dalle macerie.

## Riportare la pace (2)
- Titolo originale: Keep the Peace - Part 2
- Diretto da: David Frazee
- Scritto da: Mark Ellis e Stephanie Morgenstern

### Trama
Ed, trova l'auto di Clark e lo estrae dalle macerie.
Donna è rimasta uccisa nell'esplosione del laboratorio del dipartimento di psicologia. La Squadra Uno si mette sulle tracce del vero responsabile degli attentati: Marcus Faber, uno dei ragazzi che facevano parte del gruppo di ricerca del dottor Holt, chiuso per il sadismo a cui erano sottoposti i soggetti.
Arrivati a casa di Faber, ormai abbandonata, la Squadra Uno scopre la posizione di quattro delle cinque bombe. Sam non riuscirà a evitare l'esplosione dell'ordigno ma riuscirà a salvarsi allontanandosi in tempo. Le restanti 3 bombe localizzate verranno disinnescate da Ed, Leah e Spike.
Nello Fletcher Stadium intanto è stato attrezzato un ospedale improvvisato per la popolazione colpita dalle esplosioni di Toronto. Dopo aver parlato con Jules, il sergente Greg Parker capisce che il luogo dove è piazzata la decima bomba è proprio lo stadio dove egli stesso è stato sottoposto alle procedure di decontaminazione per essere venuto in contatto con le radiazioni emanate dalla bomba esplosa nel laboratorio del dipartimento di psicologia. Immediatamente, Greg ordina l'evacuazione dello stadio e parte alla ricerca della bomba che si rivelerà essere un'altra bomba radioattiva. Mentre cerca di disinnescare il pericoloso ordigno, irrompe Marcus che riesce a colpirlo con 2 colpi di pistola che però non impediscono all'eroico sergente di disattivare la bomba venendo tuttavia colpito una terza volta. Proprio quando il dinamitardo furente, si avvicina al poliziotto per finirlo con un ennesimo colpo di pistola viene freddato da Ed sopraggiunto in soccorso di Greg. Sam corre a chiamare i medici mentre a Ed, che stringe tra le braccia il suo collega ormai ferito gravemente e copiosamente sanguinante, non resta che invocare disperato l'intervento dei medici.
La scena si interrompe e riprende il suo racconto un anno dopo, in concomitanza con il discorso di Ed nel quartier generale della SRU (Strategic Response Unit) al termine del quale riunisce la Squadra Uno. Ed è stato promosso a sergente, Spike e Winnie sono ufficialmente una coppia, Sam e Jules hanno avuto la loro figlia Sadie, Sam è stato nominato il nuovo leader di squadra della Squadra Tre. Per ultimo appare Greg, claudicante ma ancora vivo e che ora riveste la carica di insegnante presso l'Accademia di Polizia poiché costretto al ritiro dall'Unità Strategica a causa delle ferite riportate. Tutti poi condividono un drink per l'ultima volta come Team One. 
L'episodio si conclude con i lampi dei molti momenti memorabili da tutta la serie.